# بيتسفيلد (ماساتشوستس)
بيتسفيلد (بالإنجليزية: Pittsfield, Massachusetts)‏ هي مدينة تقع في الولايات المتحدة في مقاطعة بيركشاير (ماساتشوستس). يقدر عدد سكانها بـ 44,737 نسمة ومساحتها 110.0 كم2 وترتفع عن سطح البحر 317 متر.

## التركيبة السكانية
حدّد مكتب تعداد الولايات المتحدة بيانات التركيبة السكانية لبيتسفيلد في تعداد الولايات المتحدة. في ما يلي، التركيبة السكانية حسب تعدادي 2000 و2010.

### تعداد عام 2000
بلغ عدد سكان بيتسفيلد 45,793 نسمة بحسب تعداد عام 2000، وبلغ عدد الأسر 19,704 أسرة وعدد العائلات 11,822 عائلة مقيمة في المدينة. في حين سجلت الكثافة السكانية 416.4 نسمة لكل كيلومتر مربع (1,078.5/ميل2). وبلغ عدد الوحدات السكنية 21,366 وحدة بمتوسط كثافة قدره 194.3 لكل كيلومتر مربع (503.2/ميل2).
وتوزع التركيب العرقي للمدينة بنسبة 92.58% من البيض و3.66% من الأمريكيين الأفارقة و0.14% من الأمريكيين الأصليين و1.16% من الأمريكيين ذوي الأصول الآسيوية و0.04% من سكان جزر المحيط الهادئ و0.77% من الأعراق الأخرى و1.64% من عرقين مختلطين أو أكثر و2.04% من الهسبانيون أو اللاتينيون من أي عرق.
بلغ عدد الأسر 19,704 أسرة كانت نسبة 29.4% منها لديها أطفال تحت سن الثامنة عشر تعيش معهم، وبلغت نسبة الأزواج القاطنين مع بعضهم البعض 42.9% من أصل المجموع الكلي للأسر، ونسبة 13.1% من الأسر كان لديها معيلات من الإناث دون وجود شريك، بينما كانت نسبة 4% من الأسر لديها معيلون من الذكور دون وجود شريكة وكانت نسبة 40% من غير العائلات. تألفت نسبة 34% من أصل جميع الأسر من عدة أفراد يعيشون في نفس المنزل ونسبة 14.3% كانت تتألف من شخص يعيش بمفرده يبلغ من العمر 65 عاماً أو أكثر. وبلغ متوسط حجم الأسرة المعيشية 2.26، أما متوسط حجم العائلات فبلغ 2.89.
بلغ العمر الوسطي للسكان 39.6 عاماً. وكانت نسبة 23% من القاطنين تحت سن الثامنة عشر، وكانت نسبة 6.6% بين الثامنة عشر والرابعة والعشرين عاماً، ونسبة 27.7% كانت واقعةً في الفئة العمرية ما بين الخامسة والعشرين والرابعة والأربعين عاماً، ونسبة 22.7% كانت ما بين الخامسة والأربعين والرابعة والستين، ونسبة 17.2% كانت ضمن فئة الخامسة والستين عاماً فما فوق. يوجد لكل 100 أنثى 90.8 ذكر، ويوجد لكل 100 أنثى في الثامنة عشر من عمرها فما فوق 86.3 ذكر.
بلغ متوسط دخل الأسرة في المدينة 35,655 دولارًا، أما متوسط دخل العائلة فبلغ 46,228 دولارًا. وكان متوسط دخل الذكور 35,538 دولارًا مقابل 26,341 دولارًا للإناث. وسجل دخل الفرد الخاص بالمدينة 20,549 دولارًا. وكانت نسبة 8.9% من العائلات ونسبة 11.4% من السكان تحت خط الفقر، وكان من هؤلاء نسبة 17.7% تحت سن الثامنة عشر ونسبة 7.1% في الخامسة والستين من العمر وما فوق.

### تعداد عام 2010
بلغ عدد سكان بيتسفيلد 44,737 نسمة بحسب تعداد عام 2010، وبلغ عدد الأسر 19,653 أسرة وعدد العائلات 11,282 عائلة مقيمة في المدينة. في حين سجلت الكثافة السكانية 406.8 نسمة لكل كيلومتر مربع (1,053.6/ميل2). وبلغ عدد الوحدات السكنية 21,487 وحدة بمتوسط كثافة قدره 195.4 لكل كيلومتر مربع (506.1/ميل2).
وتوزع التركيب العرقي للمدينة بنسبة 88.33% من البيض و5.30% من الأمريكيين الأفارقة و0.20% من الأمريكيين الأصليين و1.23% من الأمريكيين ذوي الأصول الآسيوية و0.02% من سكان جزر المحيط الهادئ و1.95% من الأعراق الأخرى و2.98% من عرقين مختلطين أو أكثر و4.97% من الهسبانيون أو اللاتينيون من أي عرق.
بلغ عدد الأسر 19,653 أسرة كانت نسبة 27.3% منها لديها أطفال تحت سن الثامنة عشر تعيش معهم، وبلغت نسبة الأزواج القاطنين مع بعضهم البعض 37.9% من أصل المجموع الكلي للأسر، ونسبة 14.4% من الأسر كان لديها معيلات من الإناث دون وجود شريك، بينما كانت نسبة 5.1% من الأسر لديها معيلون من الذكور دون وجود شريكة وكانت نسبة 42.6% من غير العائلات. تألفت نسبة 35.3% من أصل جميع الأسر من عدة أفراد يعيشون في نفس المنزل ونسبة 14.2% كانت تتألف من شخص يعيش بمفرده يبلغ من العمر 65 عاماً أو أكثر. وبلغ متوسط حجم الأسرة المعيشية 2.22، أما متوسط حجم العائلات فبلغ 2.86.
بلغ العمر الوسطي للسكان 42.5 عاماً. وكانت نسبة 21.2% من القاطنين تحت سن الثامنة عشر، وكانت نسبة 8% بين الثامنة عشر والرابعة والعشرين عاماً، ونسبة 24.2% كانت واقعةً في الفئة العمرية ما بين الخامسة والعشرين والرابعة والأربعين عاماً، ونسبة 29% كانت ما بين الخامسة والأربعين والرابعة والستين، ونسبة 17.6% كانت ضمن فئة الخامسة والستين عاماً فما فوق. وتوزع التركيب الجنسي للسكان بنسبة 48% ذكور و52% إناث.

## المدن التوأمة
مدينة كافا دي تيريني هي مدينة توأمة لـبيتسفيلد (ماساتشوستس).

## أعلام
- جون فورست كيلي
- توماس جوناثان بوريل
- إليزابيث بانكس
- ارماند فيجبنوم
- روبن توماس
- أدريان باسدار
- هنري إل. دوز
- ويليام فرنسيس بارتليت
- ويليام ميلر
- لارس أهلفورس